# Koštani sustav čovjeka
Koštani sustav je
- potpora tijelu,
- štit organima u tjelesnim šupljinama,
- hvatište mišićima,
- mjesto stvaranja krvnih stanica i
- biokemijski regulator koncentracije kalcija i drugih minerala u organizmu.

Glavni tjelesni potporanj je kralježnica, po kojoj se velik dio pripadnika životinjskog carstva naziva kralježnjacima (Vertebrata). Toj skupini pripada i razred sisavaca (Mammalia), pa prema tome i čovjek. 
Od gornjeg dijela kralježnice prema naprijed odlaze zavijeni koštani prutovi, rebra. Rebra zajedno s prsnom kosti omeđuju prsni koš i štite organe koji se nalaze u njemu. U donjem dijelu trupa križna kost i zdjelične kosti također omeđuju prostor u kojem su zaštićeni zdjelični organi. Trbušni su organi u gornjem dijelu zaštićeni rebrima, a u donjem zdjeličnim kostima. Središnji živčani sustav osobito je dobro zaštićen čvrstim koštanim oklopom, što ga čine kosti lubanje i kralježnica. Koštani sustav omeđuje dvije cijevi, neuralnu i visceralnu. Neuralna je cijev gotovo potpuno zatvorena i ima samo velik broj otvora kuda prolaze živci i krvne žile, dok je visceralna cijev samo djelomice omeđena koštanom stijenkom, a djelomice elastićnom mišićnom stijenkom. Na kralježnici balansira glava. Uz nju je izravno vezan zdjelični obruč, s donjim udovima. Rameni je obruč samo naslonjen lopaticama na rebra, a preko ključnih kostiju spaja se u zglobu s prsnom kosti. Rameni obruč nosi gornje udove

## Ossa Cranii, kosti glave

### Neurocranium, kosti neurokranija
Os occipitale, zatiljna kost
Os sphenoidale, klinasta kost
Os frontale, čeona kost
Os parietale, tjemena kost
Os temporale, sljepoočna kost

### Viscerocranium, kosti viscerokranija
Os ethmoidale, rešetnica
Os lacrimale, suzna kost
Maxilla, gornja čeljust

### Os zygomaticum, jagodična kost, sponična kost
Os nasale, nosna kost
Os palatinum, nepčana kost
Concha nasalis inferior, donja nosna školjka
Vomer, raonik
Mandibula, donja čeljust
Os hyoideum, jezična kost

### Otvori i šupljine na lubanji
Fossa temporalis, sljepoočna udubina
Fossa infratemporalis, infratemporalna udubina
Fossa pterygopalatina, krilnonepčana udubina
Fossa retromandibularis, retromandibularna udubina

## Skeleton Axiale, kosti trupa

### Columna vertebralis, kralježnica
Vertebrae cervicales, vratni kralješci
Vertebrae thoracicae, prsni kralješci
Vertebrae lumbales, slabinski kralješci
Os sacrum, križna kost
Os coccygis, trtična kost

## Ossa Membri Superioris, kosti gornjih udova

### Cingulum pectorale (cingulum membri superioris), kosti ramenog obruča
Clavicula, ključna kost
Scapula, lopatica

## Pars libera membri superioris, kostur ruke
Ossa brachii, kosti nadlaktice
Humerus, nadlaktična kost
Ossa antebrachii, kosti podlaktice
Radius, palčana kost
Ulna, lakatna kost
Ossa manus, kosti šake
Ossa carpi, kosti pešća
Ossa metacarpalia I-V, kosti zapešća
Ossa digitorum manus, kosti prstiju šake

## Ossa Membri Inferioris, kosti donjih udova

### Cingulum pelvicum, zdjelični obruč
Os coxae, zdjelična kost
Pelvis, zdjelica

### Pars libera membri inferioris, kostur noge ili slobodnog dijela donjeg uda
Ossa femoris, kosti natkoljenice
Femur, bedrena kost
Patella, iver
Ossa cruris, kosti potkoljenice
Tibia, goljenična kost
Fibula, lisna kost
Ossa pedis, kosti stopala
Talus, gležanjska kost
Calcaneus, petna kost
Os naviculare, čunasta kost stopala
Ossa cuneiformia, klinaste kosti
Os cuboideum, kockasta kost
Ossa metatarsalia I-V, kosti donožja
Ossa digitorum pedis, kosti prstiju stopala
Ossa sesamoidea, sezamske kosti